# 斯托夫普亞希
50°3′52″N 31°20′55″E / 50.06444°N 31.34861°E
斯托夫普亞希（羅馬化：Stovpiahy）是位於烏克蘭北部的村莊，由基辅州鲍里斯皮尔区的迪維奇基市鎮負責管轄。該村面積4.07平方公里，海拔高度87米，2001年人口936，人口密度每平方公里230人。